# Iggy Azalea/Auszeichnungen für Musikverkäufe

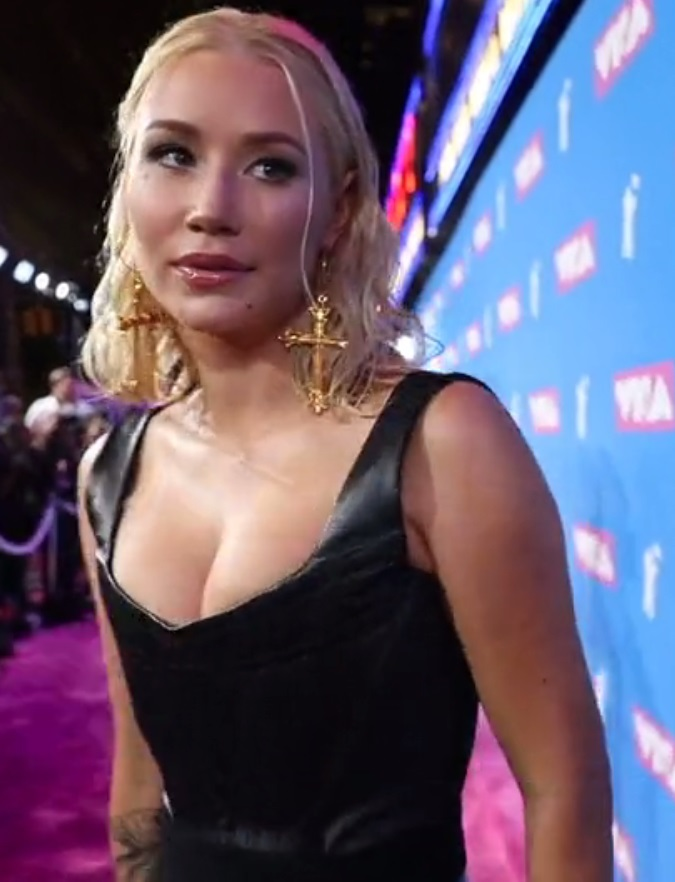
Iggy Azalea (2018)

Dies ist eine Übersicht über die Auszeichnungen für Musikverkäufe der australischen Rapperin Iggy Azalea. Die Auszeichnungen finden sich nach ihrer Art (Gold, Platin usw.), nach Staaten getrennt in chronologischer Reihenfolge, geordnet sowie nach den Tonträgern selbst, ebenfalls in chronologischer Reihenfolge, getrennt nach Medium (Alben, Singles usw.), wieder.

## Auszeichnungen
| - Vereinigtes Königreich - 2024: für die Single Change Your Life - Australien - 2014: für das Album The New Classic - 2014: für die Single No Mediocre - 2014: für die Single Work - 2018: für die Single All Hands on Deck - Brasilien - 2024: für die Single Change Your Life - 2024: für die Single Mo Bounce - 2024: für die Single Savior - 2024: für die Single Booty - Deutschland - 2018: für die Single Fancy - 2018: für die Single Black Widow - Japan - 2022: für das Streaming Problem - Kanada - 2014: für die Single Work - 2014: für das Album The New Classic - 2015: für die Single No Mediocre - Mexiko - 2014: für die Single Problem - Neuseeland - 2015: für die Single Work - 2016: für die Single No Mediocre - 2016: für die Single Trouble - 2020: für das Album Reclassified - Österreich - 2024: für die Single Problem - Polen - 2015: für das Album Reclassified - 2015: für die Single Pretty Girls - 2020: für die Single Kream - Portugal - 2022: für die Single Problem - Schweiz - 2015: für die Single Problem - Spanien - 2014: für die Single Black Widow - 2014: für das Streaming Fancy - 2014: für das Streaming Black Widow - 2015: für die Single Fancy - Vereinigte Staaten - 2015: für die Single Change Your Life - 2016: für die Single Trouble - 2019: für die Single Go Hard or Go Home - 2021: für die Single Started - 2022: für die Single Sally Walker - 2023: für die Single Bounce - 2023: für die Single Pretty Girls - Vereinigtes Königreich - 2024: für das Album Reclassified - 2024: für die Single Work - 2024: für das Album The New Classic | - Australien - 2014: für die Single Black Widow - 2015: für die Single Trouble - Brasilien - 2015: für das Album The New Classic - 2024: für die Single Team - 2024: für die Single Switch - Dänemark - 2014: für das Streaming Fancy - 2014: für das Streaming Black Widow - Deutschland - 2018: für die Single Problem - Italien - 2015: für die Single Fancy - 2019: für die Single Black Widow - Japan - 2016: für die Single Problem (Digital) - Kolumbien - 2015: für das Album The New Classic - Neuseeland - 2015: für die Single Black Widow - 2024: für das Album The New Classic - Spanien - 2014: für die Single Problem - 2014: für das Streaming Problem - Vereinigte Staaten - 2015: für die Single No Mediocre - 2015: für die Single Beg for It - 2016: für die Single Booty - 2021: für die Single Kream - Vereinigtes Königreich - 2015: für die Single Black Widow - 2025: für die Single Trouble | - Brasilien - 2024: für die Single Kream - 2024: für die Single Work - Dänemark - 2014: für das Streaming Problem - Italien - 2014: für die Single Problem - Kanada - 2014: für die Single Black Widow - Neuseeland - 2015: für die Single Problem - Niederlande - 2014: für die Single Problem - Norwegen - 2020: für die Single Black Widow - Schweden - 2015: für die Single Fancy - 2015: für die Single Black Widow - Vereinigte Staaten - 2023: für die Single Work - 2024: für das Album The New Classic - Vereinigtes Königreich - 2022: für die Single Problem - 2023: für die Single Fancy - Brasilien - 2024: für die Single Black Widow - Kanada - 2014: für die Single Fancy - Neuseeland - 2025: für die Single Fancy - Schweden - 2014: für die Single Problem - Australien - 2015: für die Single Fancy - Kanada - 2018: für die Single Problem - Norwegen - 2020: für die Single Problem - Vereinigte Staaten - 2023: für die Single Black Widow - Australien - 2021: für die Single Problem - Vereinigte Staaten - 2024: für die Single Problem - Vereinigte Staaten - 2023: für die Single Fancy - Brasilien - 2024: für die Single Fancy - Brasilien - 2023: für die Single Problem |

## Auszeichnungen nach Alben

### The New Classic
| Land/Region                  | Auszeichnungen für Musikverkäufe (Land/Region, Auszeichnung, Verkäufe) | Verkäufe  |
| ---------------------------- | ---------------------------------------------------------------------- | --------- |
| Australien (ARIA)            | Gold                                                                   | 35.000    |
| Brasilien (PMB)              | Platin                                                                 | 40.000    |
| Kanada (MC)                  | Gold                                                                   | 40.000    |
| Kolumbien (ASINCOL)          | Platin                                                                 | 10.000    |
| Neuseeland (RMNZ)            | Platin                                                                 | 15.000    |
| Vereinigte Staaten (RIAA)    | 2× Platin                                                              | 2.000.000 |
| Vereinigtes Königreich (BPI) | Gold                                                                   | 100.000   |
| Insgesamt                    | 3× Gold · 5× Platin ·                                                  | 2.240.000 |

### Reclassified
| Land/Region                  | Auszeichnungen für Musikverkäufe (Land/Region, Auszeichnung, Verkäufe) | Verkäufe |
| ---------------------------- | ---------------------------------------------------------------------- | -------- |
| Neuseeland (RMNZ)            | Gold                                                                   | 7.500    |
| Polen (ZPAV)                 | Gold                                                                   | 10.000   |
| Vereinigtes Königreich (BPI) | Gold                                                                   | 100.000  |
| Insgesamt                    | 3× Gold ·                                                              | 117.500  |

## Auszeichnungen nach Singles

### Work
| Land/Region                  | Auszeichnungen für Musikverkäufe (Land/Region, Auszeichnung, Verkäufe) | Verkäufe  |
| ---------------------------- | ---------------------------------------------------------------------- | --------- |
| Australien (ARIA)            | Gold                                                                   | 35.000    |
| Brasilien (PMB)              | 2× Platin                                                              | 120.000   |
| Kanada (MC)                  | Gold                                                                   | 40.000    |
| Neuseeland (RMNZ)            | Gold                                                                   | 7.500     |
| Vereinigte Staaten (RIAA)    | 2× Platin                                                              | 2.000.000 |
| Vereinigtes Königreich (BPI) | Gold                                                                   | 400.000   |
| Insgesamt                    | 4× Gold · 4× Platin ·                                                  | 2.602.500 |

### Bounce
| Land/Region               | Auszeichnungen für Musikverkäufe (Land/Region, Auszeichnung, Verkäufe) | Verkäufe |
| ------------------------- | ---------------------------------------------------------------------- | -------- |
| Vereinigte Staaten (RIAA) | Gold                                                                   | 500.000  |
| Insgesamt                 | 1× Gold ·                                                              | 500.000  |

### Change Your Life
| Land/Region                  | Auszeichnungen für Musikverkäufe (Land/Region, Auszeichnung, Verkäufe) | Verkäufe |
| ---------------------------- | ---------------------------------------------------------------------- | -------- |
| Brasilien (PMB)              | Gold                                                                   | 30.000   |
| Vereinigte Staaten (RIAA)    | Gold                                                                   | 500.000  |
| Vereinigtes Königreich (BPI) | Silber                                                                 | 200.000  |
| Insgesamt                    | 1× Silber · 2× Gold ·                                                  | 730.000  |

### Fancy
| Land/Region                  | Auszeichnungen für Musikverkäufe (Land/Region, Auszeichnung, Verkäufe) | Verkäufe   |
| ---------------------------- | ---------------------------------------------------------------------- | ---------- |
| Australien (ARIA)            | 4× Platin                                                              | 280.000    |
| Brasilien (PMB)              | Diamant                                                                | 250.000    |
| Deutschland (BVMI)           | Gold                                                                   | 150.000    |
| Italien (FIMI)               | Platin                                                                 | 50.000     |
| Kanada (MC)                  | 3× Platin                                                              | 346.000    |
| Neuseeland (RMNZ)            | 3× Platin                                                              | 90.000     |
| Schweden (IFPI)              | 2× Platin                                                              | 80.000     |
| Spanien (Promusicae)         | Gold                                                                   | 20.000     |
| Vereinigte Staaten (RIAA)    | 9× Platin                                                              | 9.000.000  |
| Vereinigtes Königreich (BPI) | 2× Platin                                                              | 1.300.000  |
| Insgesamt                    | 2× Gold · 24× Platin · 1× Diamant ·                                    | 11.566.000 |

### Problem
| Land/Region                  | Auszeichnungen für Musikverkäufe (Land/Region, Auszeichnung, Verkäufe) | Verkäufe   |
| ---------------------------- | ---------------------------------------------------------------------- | ---------- |
| Australien (ARIA)            | 6× Platin                                                              | 420.000    |
| Brasilien (PMB)              | 2× Diamant                                                             | 500.000    |
| Deutschland (BVMI)           | Platin                                                                 | 300.000    |
| Frankreich (SNEP)            | —                                                                      | 36.600     |
| Italien (FIMI)               | 2× Platin                                                              | 60.000     |
| Japan (RIAJ)                 | Platin                                                                 | 250.000    |
| Kanada (MC)                  | 4× Platin                                                              | 320.000    |
| Mexiko (AMPROFON)            | Gold                                                                   | 30.000     |
| Neuseeland (RMNZ)            | 2× Platin                                                              | 30.000     |
| Niederlande (NVPI)           | 2× Platin                                                              | 60.000     |
| Norwegen (IFPI)              | 4× Platin                                                              | 240.000    |
| Österreich (IFPI)            | Gold                                                                   | 15.000     |
| Portugal (AFP)               | Gold                                                                   | 5.000      |
| Schweden (IFPI)              | 3× Platin                                                              | 120.000    |
| Schweiz (IFPI)               | Gold                                                                   | 15.000     |
| Spanien (Promusicae)         | Platin                                                                 | 40.000     |
| Vereinigte Staaten (RIAA)    | 8× Platin                                                              | 8.000.000  |
| Vereinigtes Königreich (BPI) | 2× Platin                                                              | 1.200.000  |
| Insgesamt                    | 4× Gold · 36× Platin · 2× Diamant ·                                    | 11.641.600 |

### No Mediocre
| Land/Region               | Auszeichnungen für Musikverkäufe (Land/Region, Auszeichnung, Verkäufe) | Verkäufe  |
| ------------------------- | ---------------------------------------------------------------------- | --------- |
| Australien (ARIA)         | Gold                                                                   | 35.000    |
| Kanada (MC)               | Gold                                                                   | 40.000    |
| Neuseeland (RMNZ)         | Gold                                                                   | 7.500     |
| Vereinigte Staaten (RIAA) | Platin                                                                 | 1.000.000 |
| Insgesamt                 | 3× Gold · 1× Platin ·                                                  | 1.082.500 |

### Black Widow
| Land/Region                  | Auszeichnungen für Musikverkäufe (Land/Region, Auszeichnung, Verkäufe) | Verkäufe  |
| ---------------------------- | ---------------------------------------------------------------------- | --------- |
| Australien (ARIA)            | Platin                                                                 | 70.000    |
| Brasilien (PMB)              | 3× Platin                                                              | 180.000   |
| Deutschland (BVMI)           | Gold                                                                   | 200.000   |
| Frankreich (SNEP)            | —                                                                      | 27.500    |
| Italien (FIMI)               | Platin                                                                 | 50.000    |
| Kanada (MC)                  | 2× Platin                                                              | 160.000   |
| Neuseeland (RMNZ)            | Platin                                                                 | 15.000    |
| Norwegen (IFPI)              | 2× Platin                                                              | 120.000   |
| Schweden (IFPI)              | 2× Platin                                                              | 80.000    |
| Spanien (Promusicae)         | Gold                                                                   | 20.000    |
| Vereinigte Staaten (RIAA)    | 5× Platin                                                              | 5.000.000 |
| Vereinigtes Königreich (BPI) | Platin                                                                 | 600.000   |
| Insgesamt                    | 2× Gold · 18× Platin ·                                                 | 6.522.500 |

### Booty
| Land/Region               | Auszeichnungen für Musikverkäufe (Land/Region, Auszeichnung, Verkäufe) | Verkäufe  |
| ------------------------- | ---------------------------------------------------------------------- | --------- |
| Brasilien (PMB)           | Gold                                                                   | 30.000    |
| Vereinigte Staaten (RIAA) | Platin                                                                 | 1.000.000 |
| Insgesamt                 | 1× Gold · 1× Platin ·                                                  | 1.030.000 |

### Beg for It
| Land/Region               | Auszeichnungen für Musikverkäufe (Land/Region, Auszeichnung, Verkäufe) | Verkäufe  |
| ------------------------- | ---------------------------------------------------------------------- | --------- |
| Vereinigte Staaten (RIAA) | Platin                                                                 | 1.000.000 |
| Insgesamt                 | 1× Platin ·                                                            | 1.000.000 |

### Go Hard or Go Home
| Land/Region               | Auszeichnungen für Musikverkäufe (Land/Region, Auszeichnung, Verkäufe) | Verkäufe |
| ------------------------- | ---------------------------------------------------------------------- | -------- |
| Vereinigte Staaten (RIAA) | Gold                                                                   | 500.000  |
| Insgesamt                 | 1× Gold ·                                                              | 500.000  |

### Trouble
| Land/Region                  | Auszeichnungen für Musikverkäufe (Land/Region, Auszeichnung, Verkäufe) | Verkäufe  |
| ---------------------------- | ---------------------------------------------------------------------- | --------- |
| Australien (ARIA)            | Platin                                                                 | 70.000    |
| Neuseeland (RMNZ)            | Gold                                                                   | 7.500     |
| Vereinigte Staaten (RIAA)    | Gold                                                                   | 500.000   |
| Vereinigtes Königreich (BPI) | Platin                                                                 | 600.000   |
| Insgesamt                    | 2× Gold · 2× Platin ·                                                  | 1.177.500 |

### All Hands on Deck
| Land/Region       | Auszeichnungen für Musikverkäufe (Land/Region, Auszeichnung, Verkäufe) | Verkäufe |
| ----------------- | ---------------------------------------------------------------------- | -------- |
| Australien (ARIA) | Gold                                                                   | 35.000   |
| Insgesamt         | 1× Gold ·                                                              | 35.000   |

### Pretty Girls
| Land/Region               | Auszeichnungen für Musikverkäufe (Land/Region, Auszeichnung, Verkäufe) | Verkäufe |
| ------------------------- | ---------------------------------------------------------------------- | -------- |
| Polen (ZPAV)              | Gold                                                                   | 10.000   |
| Vereinigte Staaten (RIAA) | Gold                                                                   | 500.000  |
| Insgesamt                 | 2× Gold ·                                                              | 510.000  |

### Team
| Land/Region               | Auszeichnungen für Musikverkäufe (Land/Region, Auszeichnung, Verkäufe) | Verkäufe |
| ------------------------- | ---------------------------------------------------------------------- | -------- |
| Brasilien (PMB)           | Platin                                                                 | 60.000   |
| Vereinigte Staaten (RIAA) | Gold                                                                   | 500.000  |
| Insgesamt                 | 1× Gold · 1× Platin ·                                                  | 560.000  |

### Mo Bounce
| Land/Region     | Auszeichnungen für Musikverkäufe (Land/Region, Auszeichnung, Verkäufe) | Verkäufe |
| --------------- | ---------------------------------------------------------------------- | -------- |
| Brasilien (PMB) | Gold                                                                   | 20.000   |
| Insgesamt       | 1× Gold ·                                                              | 20.000   |

### Switch
| Land/Region     | Auszeichnungen für Musikverkäufe (Land/Region, Auszeichnung, Verkäufe) | Verkäufe |
| --------------- | ---------------------------------------------------------------------- | -------- |
| Brasilien (PMB) | Platin                                                                 | 40.000   |
| Insgesamt       | 1× Platin ·                                                            | 40.000   |

### Savior
| Land/Region     | Auszeichnungen für Musikverkäufe (Land/Region, Auszeichnung, Verkäufe) | Verkäufe |
| --------------- | ---------------------------------------------------------------------- | -------- |
| Brasilien (PMB) | Gold                                                                   | 20.000   |
| Insgesamt       | 1× Gold ·                                                              | 20.000   |

### Kream
| Land/Region               | Auszeichnungen für Musikverkäufe (Land/Region, Auszeichnung, Verkäufe) | Verkäufe  |
| ------------------------- | ---------------------------------------------------------------------- | --------- |
| Brasilien (PMB)           | 2× Platin                                                              | 80.000    |
| Polen (ZPAV)              | Gold                                                                   | 10.000    |
| Vereinigte Staaten (RIAA) | Platin                                                                 | 1.000.000 |
| Insgesamt                 | 1× Gold · 3× Platin ·                                                  | 1.090.000 |

### Sally Walker
| Land/Region               | Auszeichnungen für Musikverkäufe (Land/Region, Auszeichnung, Verkäufe) | Verkäufe |
| ------------------------- | ---------------------------------------------------------------------- | -------- |
| Vereinigte Staaten (RIAA) | Gold                                                                   | 500.000  |
| Insgesamt                 | 1× Gold ·                                                              | 500.000  |

### Started
| Land/Region               | Auszeichnungen für Musikverkäufe (Land/Region, Auszeichnung, Verkäufe) | Verkäufe |
| ------------------------- | ---------------------------------------------------------------------- | -------- |
| Vereinigte Staaten (RIAA) | Gold                                                                   | 500.000  |
| Insgesamt                 | 1× Gold ·                                                              | 500.000  |

## Auszeichnungen nach Musikstreamings

### Fancy
| Land/Region          | Auszeichnungen für Musikverkäufe (Land/Region, Auszeichnung, Verkäufe) | Verkäufe  |
| -------------------- | ---------------------------------------------------------------------- | --------- |
| Dänemark (IFPI)      | Platin                                                                 | 2.600.000 |
| Spanien (Promusicae) | Gold                                                                   | 4.000.000 |
| Insgesamt            | 1× Gold · 1× Platin ·                                                  | 6.600.000 |

### Problem
| Land/Region          | Auszeichnungen für Musikverkäufe (Land/Region, Auszeichnung, Verkäufe) | Verkäufe   |
| -------------------- | ---------------------------------------------------------------------- | ---------- |
| Dänemark (IFPI)      | 2× Platin                                                              | 5.200.000  |
| Japan (RIAJ)         | Gold                                                                   | 50.000.000 |
| Spanien (Promusicae) | Platin                                                                 | 8.000.000  |
| Insgesamt            | 1× Gold · 3× Platin ·                                                  | 63.200.000 |

### Black Widow
| Land/Region          | Auszeichnungen für Musikverkäufe (Land/Region, Auszeichnung, Verkäufe) | Verkäufe  |
| -------------------- | ---------------------------------------------------------------------- | --------- |
| Dänemark (IFPI)      | Platin                                                                 | 2.600.000 |
| Spanien (Promusicae) | Gold                                                                   | 4.000.000 |
| Insgesamt            | 1× Gold · 1× Platin ·                                                  | 6.600.000 |

## Statistik und Quellen
| Land/RegionAuszeichnungen für Musikverkäufe (Land/Region, Auszeichnungen, Verkäufe, Quellen) | Silber  | Gold       | Platin         | Diamant     | Verkäufe   | Quellen                 |
| -------------------------------------------------------------------------------------------- | ------- | ---------- | -------------- | ----------- | ---------- | ----------------------- |
| Australien (ARIA)                                                                            | —       | 4× Gold4   | 12× Platin12   | —           | 980.000    | aria.com.au             |
| Brasilien (PMB)                                                                              | —       | 4× Gold4   | 10× Platin10   | 3× Diamant3 | 1.370.000  | pro-musicabr.org.br     |
| Dänemark (IFPI)                                                                              | —       | —          | 4× Platin4     | —           | —          | ifpi.dk                 |
| Deutschland (BVMI)                                                                           | —       | 2× Gold2   | Platin1        | —           | 650.000    | musikindustrie.de       |
| Frankreich (SNEP)                                                                            | —       | —          | —              | —           | 64.100     | Einzelnachweise         |
| Italien (FIMI)                                                                               | —       | —          | 4× Platin4     | —           | 160.000    | fimi.it                 |
| Japan (RIAJ)                                                                                 | —       | Gold1      | Platin1        | —           | 250.000    | riaj.or.jp JP2          |
| Kanada (MC)                                                                                  | —       | 3× Gold3   | 9× Platin9     | —           | 946.000    | musiccanada.com         |
| Kolumbien (ASINCOL)                                                                          | —       | —          | Platin1        | —           | 10.000     | Einzelnachweise         |
| Mexiko (AMPROFON)                                                                            | —       | Gold1      | —              | —           | 30.000     | amprofon.com.mx         |
| Neuseeland (RMNZ)                                                                            | —       | 4× Gold4   | 7× Platin7     | —           | 180.000    | radioscope.co.nz NZ2    |
| Niederlande (NVPI)                                                                           | —       | —          | 2× Platin2     | —           | 60.000     | nvpi.nl                 |
| Norwegen (IFPI)                                                                              | —       | —          | 6× Platin6     | —           | 360.000    | ifpi.no                 |
| Österreich (IFPI)                                                                            | —       | Gold1      | —              | —           | 15.000     | ifpi.at                 |
| Polen (ZPAV)                                                                                 | —       | 3× Gold3   | —              | —           | 30.000     | olis.pl                 |
| Portugal (AFP)                                                                               | —       | Gold1      | —              | —           | 5.000      | Einzelnachweise         |
| Schweden (IFPI)                                                                              | —       | —          | 7× Platin7     | —           | 280.000    | sverigetopplistan.se    |
| Schweiz (IFPI)                                                                               | —       | Gold1      | —              | —           | 15.000     | hitparade.ch            |
| Spanien (Promusicae)                                                                         | —       | 4× Gold4   | 2× Platin2     | —           | 80.000     | elportaldemusica.es ES2 |
| Vereinigte Staaten (RIAA)                                                                    | —       | 8× Gold8   | 30× Platin30   | —           | 34.000.000 | riaa.com                |
| Vereinigtes Königreich (BPI)                                                                 | Silber1 | 3× Gold3   | 6× Platin6     | —           | 4.500.000  | bpi.co.uk               |
| Insgesamt                                                                                    | Silber1 | 40× Gold40 | 102× Platin102 | 3× Diamant3 |            |                         |